# Собор Монреале
Кафедральний собор Санта-Марія-Нуова (італ. cattedrale di Santa Maria Nuova) або собор Монреале — це католицький собор в Монреале, в метрополійному місті Палермо, і резиденція архієпископа єпархії з однойменною назвою.
Побудований починаючи з 1174 року за наказом Вільгельма II Доброго, короля Сицилії з 1166 по 1189 роки, собор знаменитий розкішними візантійськими мозаїками, які прикрашають інтер'єр.
У серпні 1926 року папа Пій XI звів собор у ранг малої базиліки. З третього липня 2015 року собор є частиною Світової  Спадщини (ЮНЕСКО) у рамках об'єкту «Арабо-норманнське Палермо та кафедральні собори Чефалу і Монреале».

## Легенди

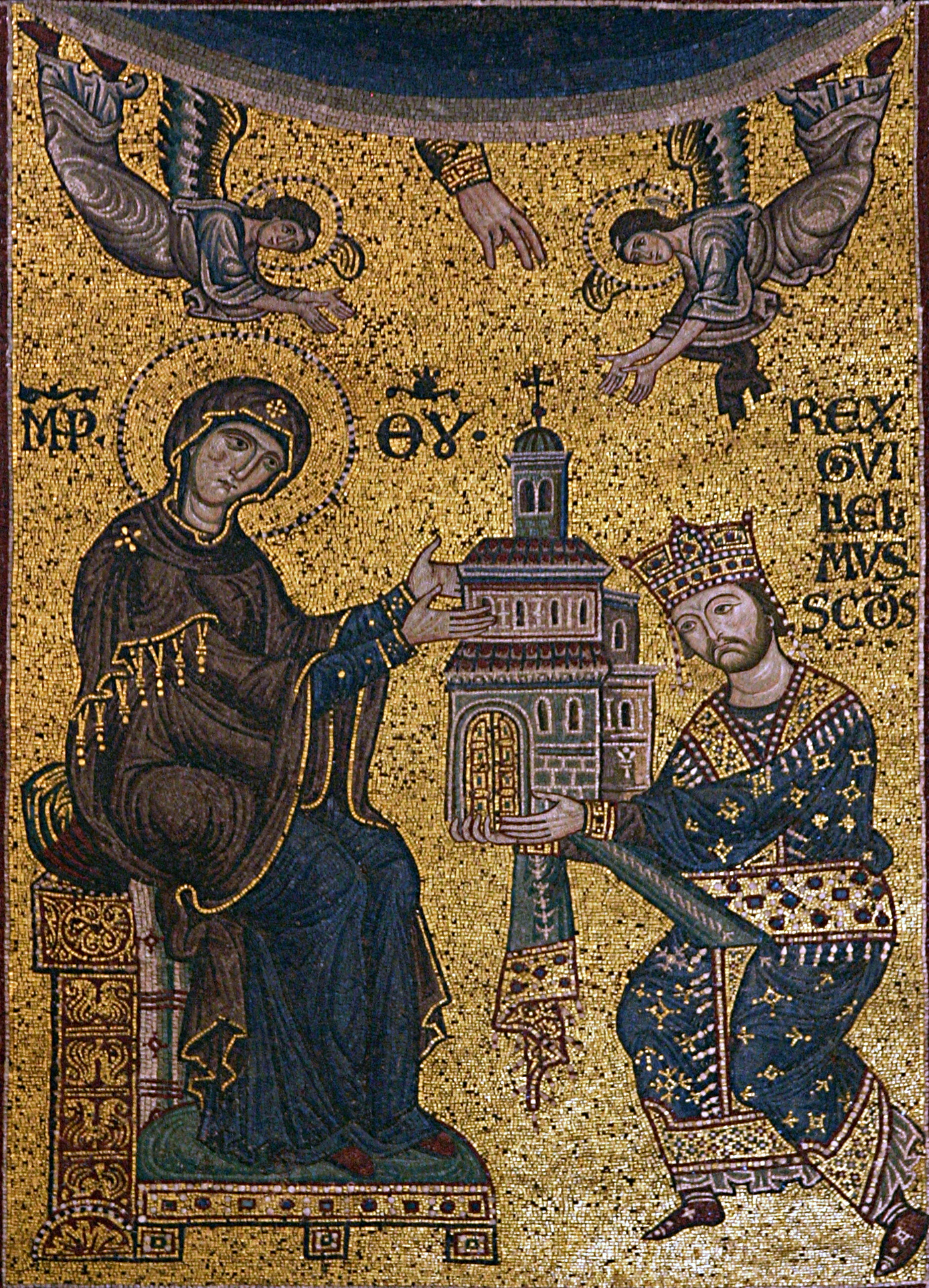
Мозаїка «Вільгельм II присвячує собор Монреале Діві Марії»

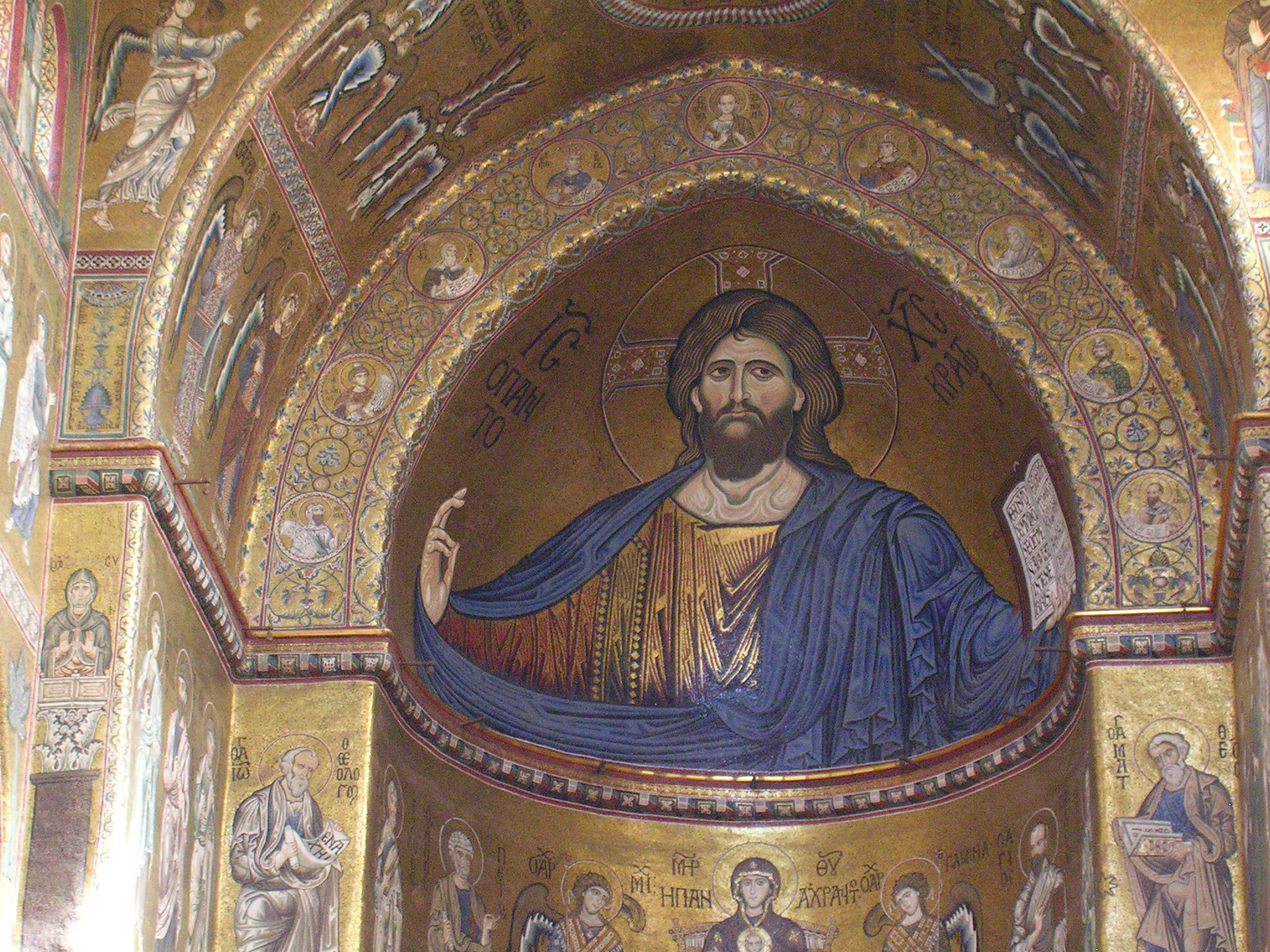
Мозаїка «Христос Пантократор»

Згідно з легендою, Вільгельм II Добрий, який змінив свого батька на троні Сицилії, заснув під ріжковим деревом від втоми під час полювання в лісі Монреале. Уві сні йому з'явилася Богородиця, якій він був дуже відданий, і розкрила йому таємницю з такими словами: «У тому місці, де Ви спите, заховано найбільший скарб у світі: розкопай його і збудуй храм в мою честь». Сказавши ці слова, Діва зникла, і Вільгельм, впевнений в отриманому уві сні одкровенні, наказав викорінити ріжкове дерево і викопати навколо. З великим подивом був виявлений скарб золотих монет, які були відразу ж призначені на будівництво собору в Монреалі, де вони були використані для майстрів греко-візантійської мозаїки («i mastri di l'oru») всередині.
Існує ще одна легенда навколо будівництва собору в Монреалі, і в цьому випадку враховується також і кафедральний собор Палермо. Кажуть, відповідно історії Вільгельма Доброго, він доручив спорудити кафедральний собор Монреале, і брат Вільгельма — Вільгельм Поганий сказав, що замість цього він повинен був займатися будівництвом собору у Палермо, і сам почав це робити.
Для обох реальною проблемою стало обігнати свого суперника. Вільгельм Добрий зосередився більше на оздобленні інтер'єру собору, оздобленні її золотою мозаїкою, оскільки для нього фундаментальним аспектом буття була душа людини, а не зовнішній вигляд. Навпаки Вільгельм поганий дбав більше про зовнішній вигляд собору Палермо, тому що для нього зовнішня краса важила більше, ніж  дух людей.
В кінці спорудження кожен відвідав собор іншого, побачили те, що не виконали самі, і спочатку один, а потім інший вкоротили собі віку.

## Історія
Будівництво храму було розпочато в 1172 році і закінчилося в 1267 році. Він був задуманий спочатку як церква бенедиктинського територіального абатства, що залежало від кафедри Палермо. У 1178 році настоятель абатстваотримав пряме архієпископство Монреале і монастирська церква стала собором.
В наступні століття існування собор зазнав деяких змін. У XVI столітті за проектом Джованні Доменіко Гаджині і Фаціо Гаджині був побудований портик вздовж лівого флангу, в той час як головний фасад був доданий в XVIII столітті. Також протягом шістнадцятого століття була створена велика частина підлоги всередині. У 1811 році пожежа знищила стелю, яка була перебудована у період між 1816 і 1837 роками. З цієї нагоди були зроблені нові хори в неоготичному стилі.

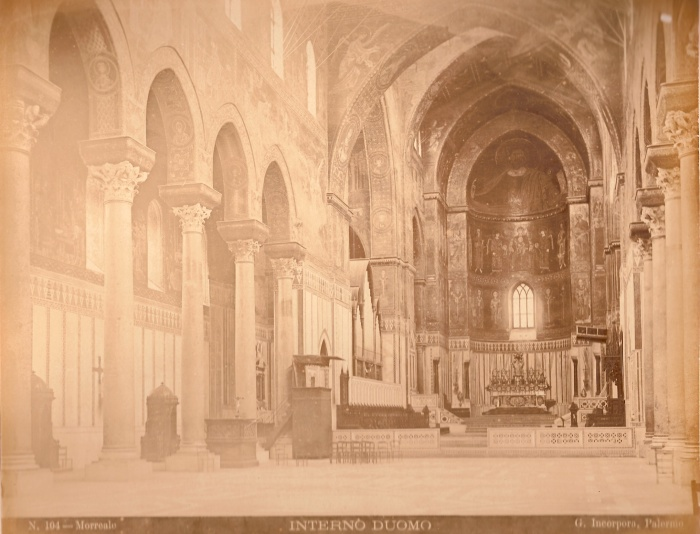
Інтер'єр собору бл.1870 року
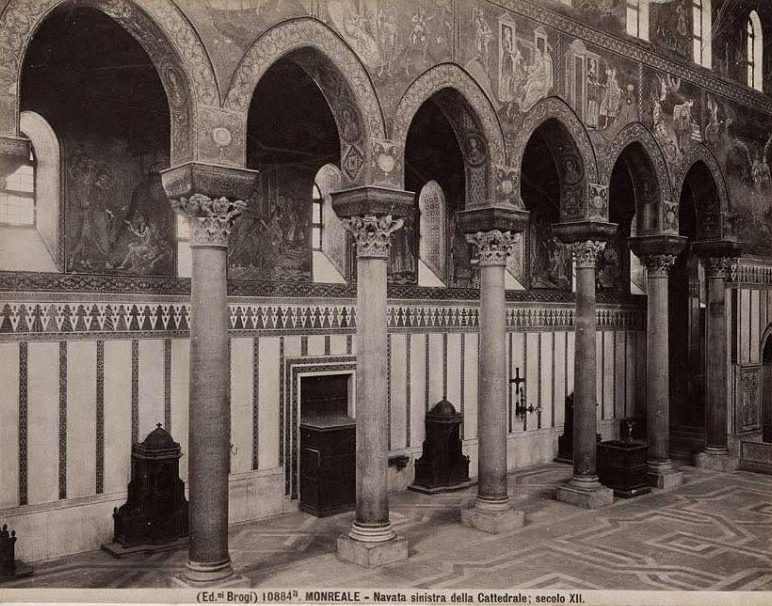
Інтер'єр собору на початку XX століття
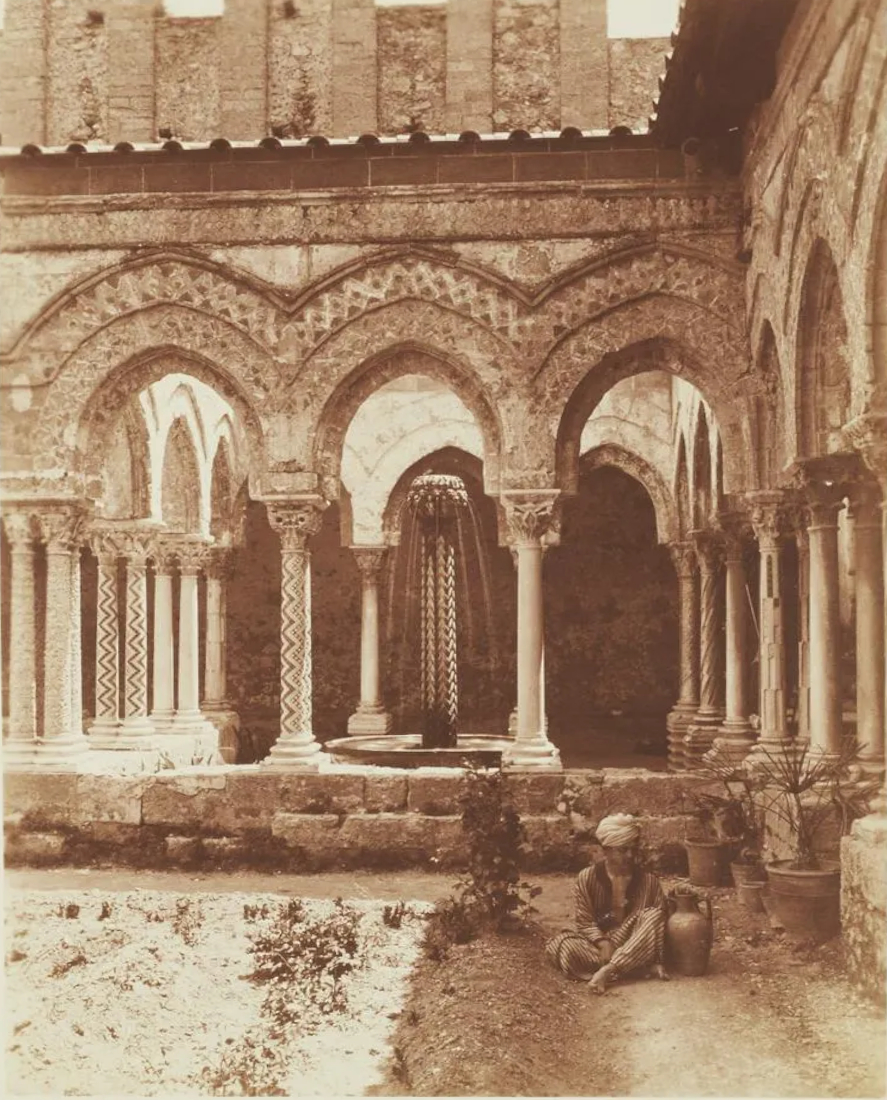
Фонтан клуатра у 1903 році

## Опис

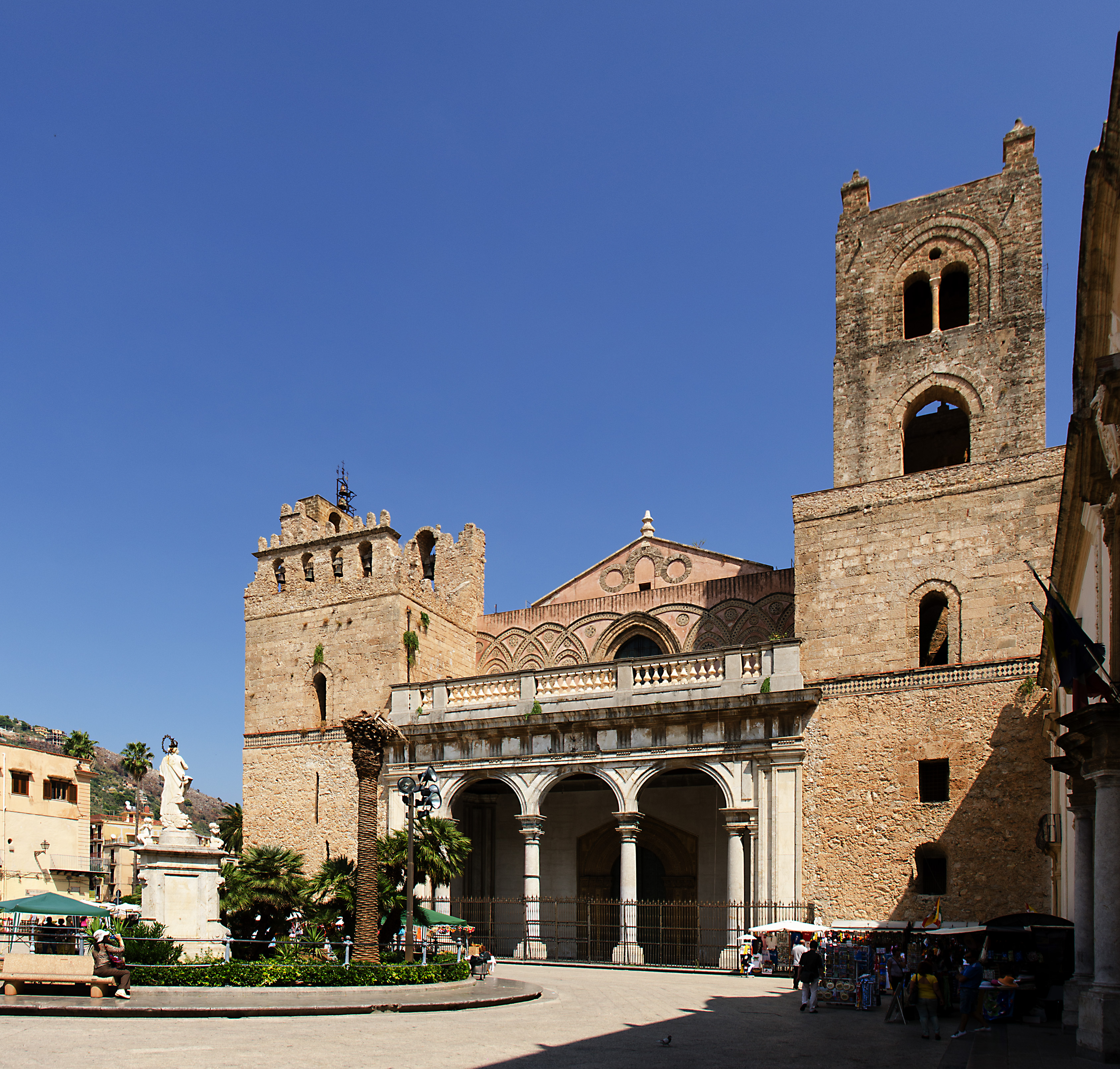
Фасад

### Зовнішній вигляд
Собор Санта-Марія-Нуова знаходиться в історичному центрі Монреале, на схилах гори Капуто. Будівля відповідає моделі великих базилік клюнійських бенедиктинців.
Фасад, що виходить на чотирикутну площу, затиснутий між двома дзвіницями, з яких ліва залишилась незавершеною. Перед входом розташований портик XVIII століття в стилі бароко; він відкривається на вулицю трьома арками, що спираються колони тосканського ордеру; під портиком розташований портал, закритий двохстворчатими бронзовими дверима роботи Бонанно Пізано, розпочатими 1185—1186 року. У верхній частині фасаду, який закінчується двосхилим трикутником даху, розташована стрільчаста монофора, обрамлена переплетеними між собою сліпими арками. Характеристика своєрідного мистецтва скульптурної та архітектурної нормандської Сицилії, присутні у соборі Монреале — це карнізні скульптурні елементи з архітектурними зіг-загами англо-нормандського походження, які широко використовувались в Англії і на Сицилії під правлінням норманнів.
По ліву сторону собору є найстаріший його портик, побудований за проектом Джованні Доменіко Гаджині і Фаціо Гаджині між 1547 і 1569 роками. Він виконаний в стилі Відродження, покритий хрещатим склепінням і відкривається на вулицю одинадцятьма арками, що спираються на колони коринфського ордера. У центральній арці, увінчаній круглим глазурованим теракотовим барельєфом з зображенням «Мадонни з Немовлям», відкривається другий портал, для якого бронзові двері були виготовлені близько 1185 року Баризано з Трані.
Зовнішній вигляд собору, сильно змінений у XVI і XVIII століттях, в області апсиди все ж зберігає відбиток норманнської архітектури і прикрашений різними орнаментами, які утворюють серію арок з білих і чорних каменів з колами нижче, що дуже добре поєднуються і розташовані між ними.
Прикраси трьох апсид характеризується щільним переплетенням стрілчастих арок, викликаючи атмосферу арабесок, що підсилюється поліхромним орнаментом, створеним чергуванням вставок з вапняку і вулканічного каменю.

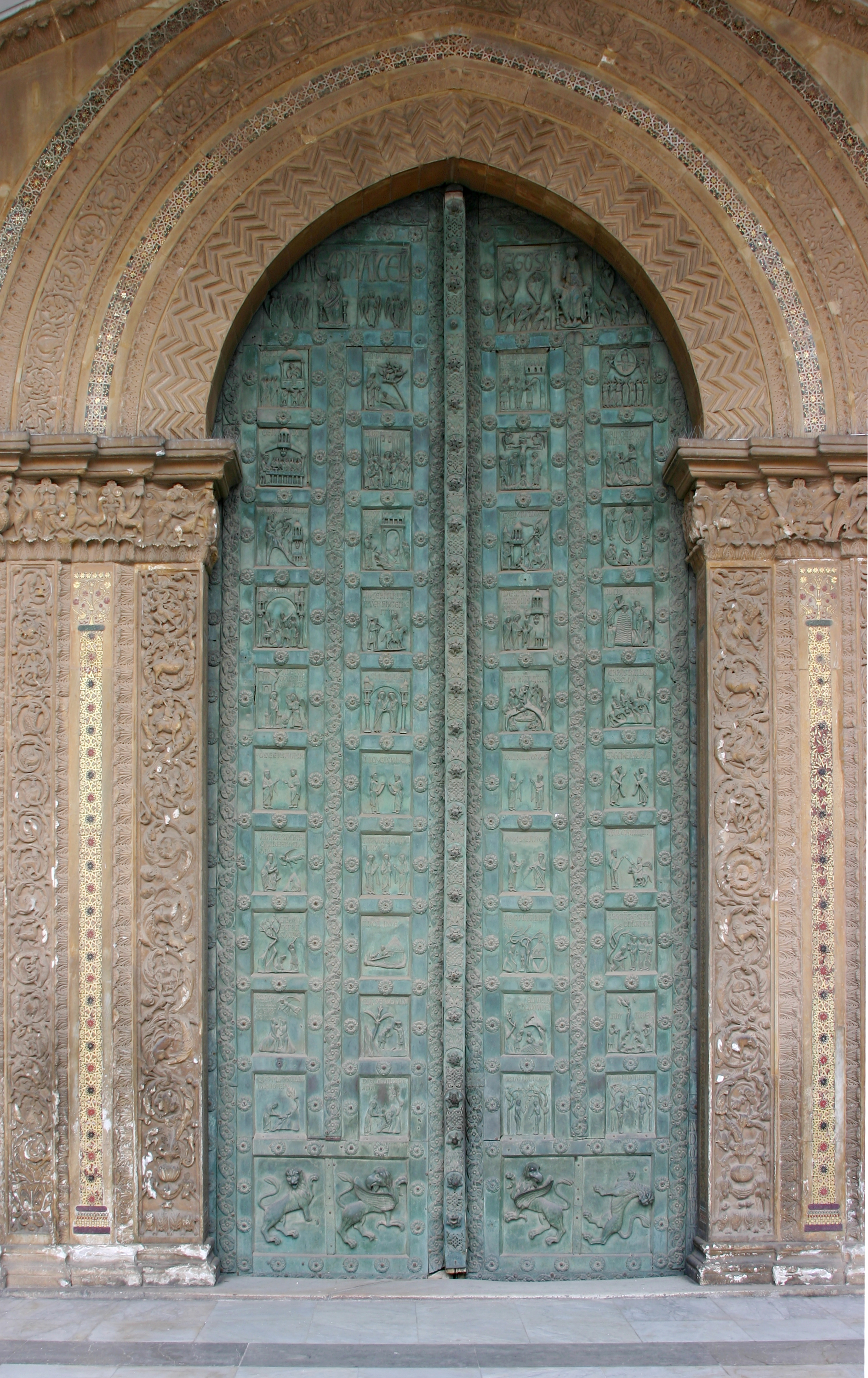
Портал роботи Бонанно Пізано (1185-1186)
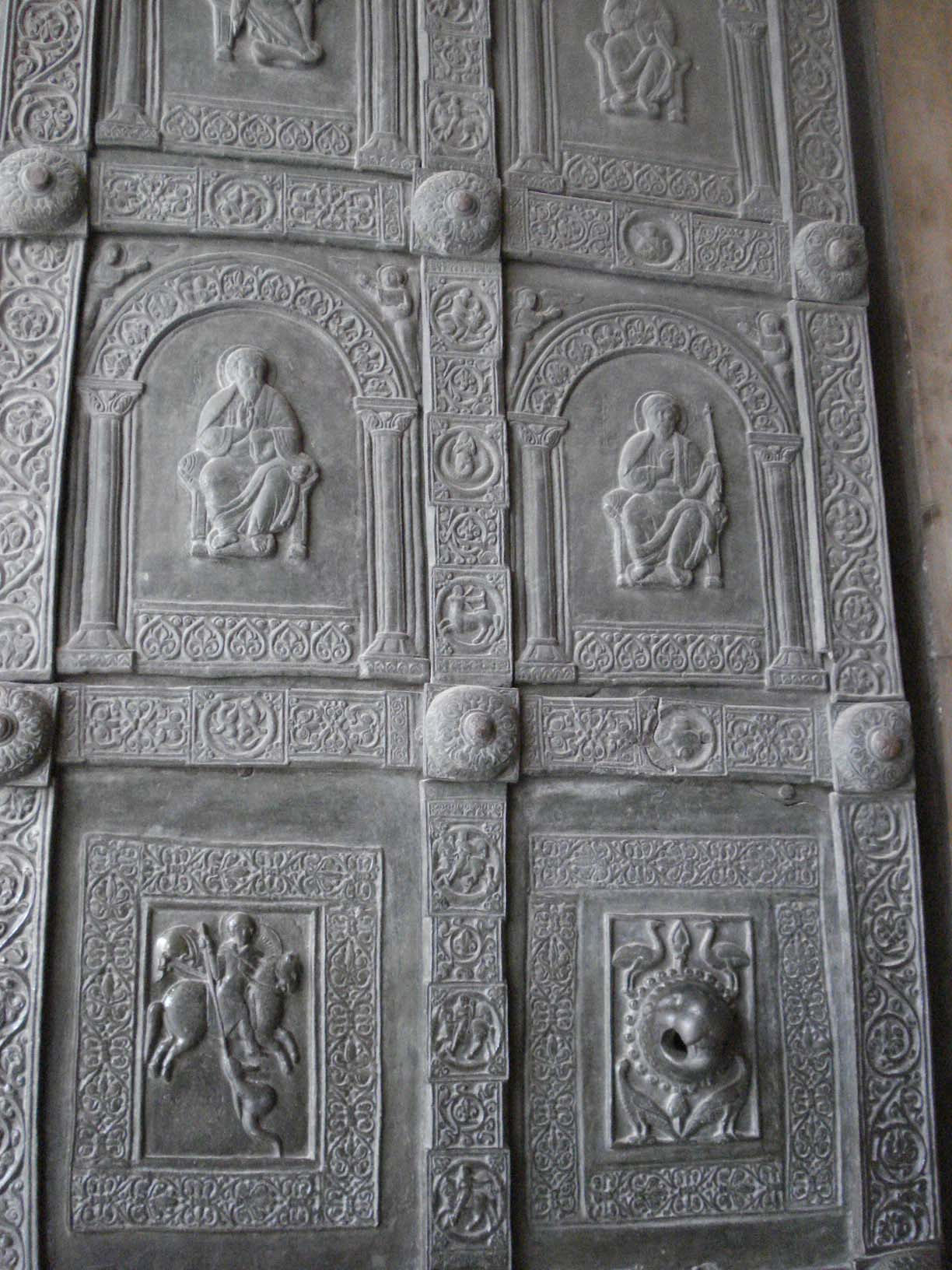
Деталь порталу роботи Барізано з Трані (бл.1185)
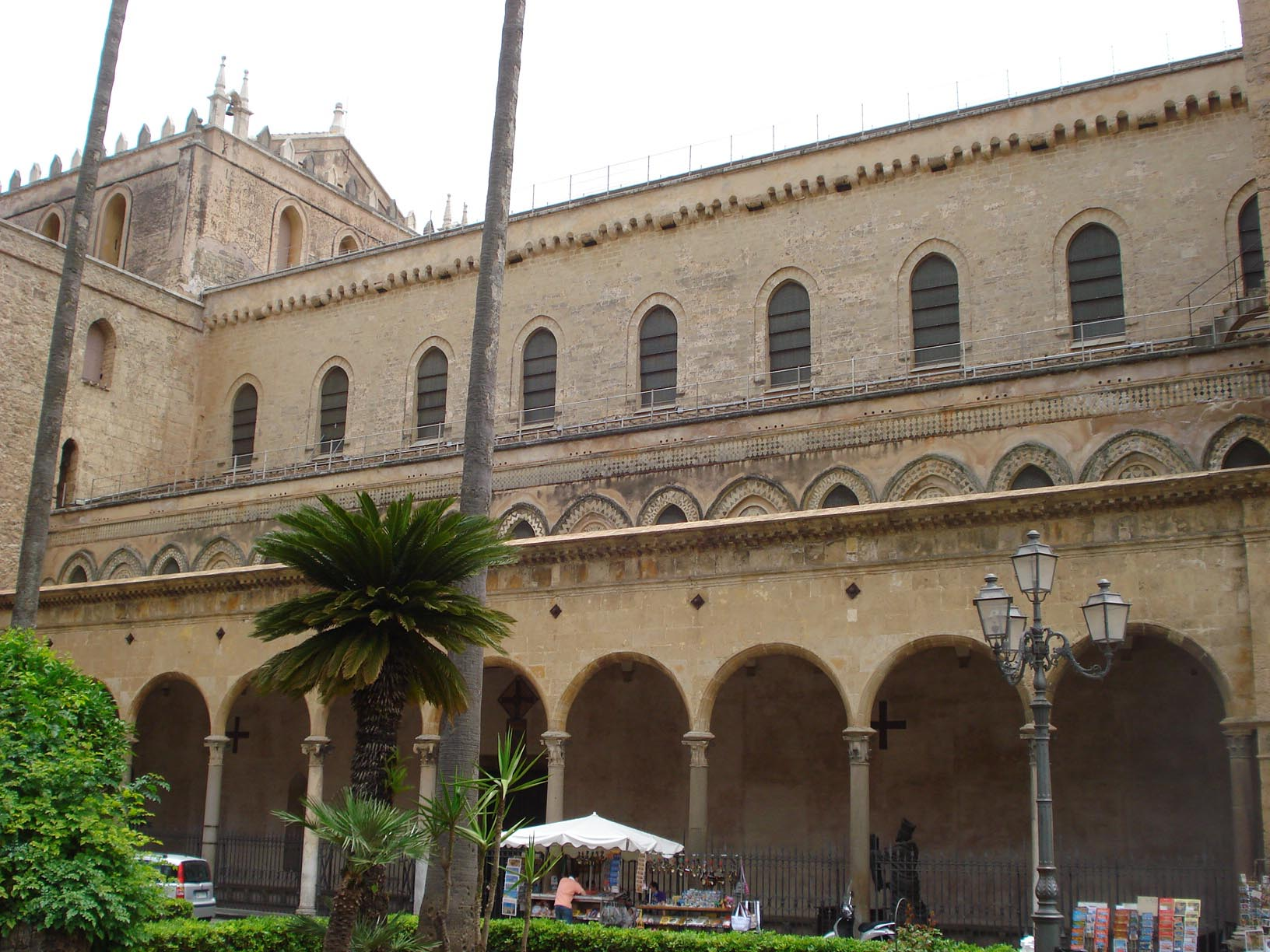
Ліва сторона з портиком
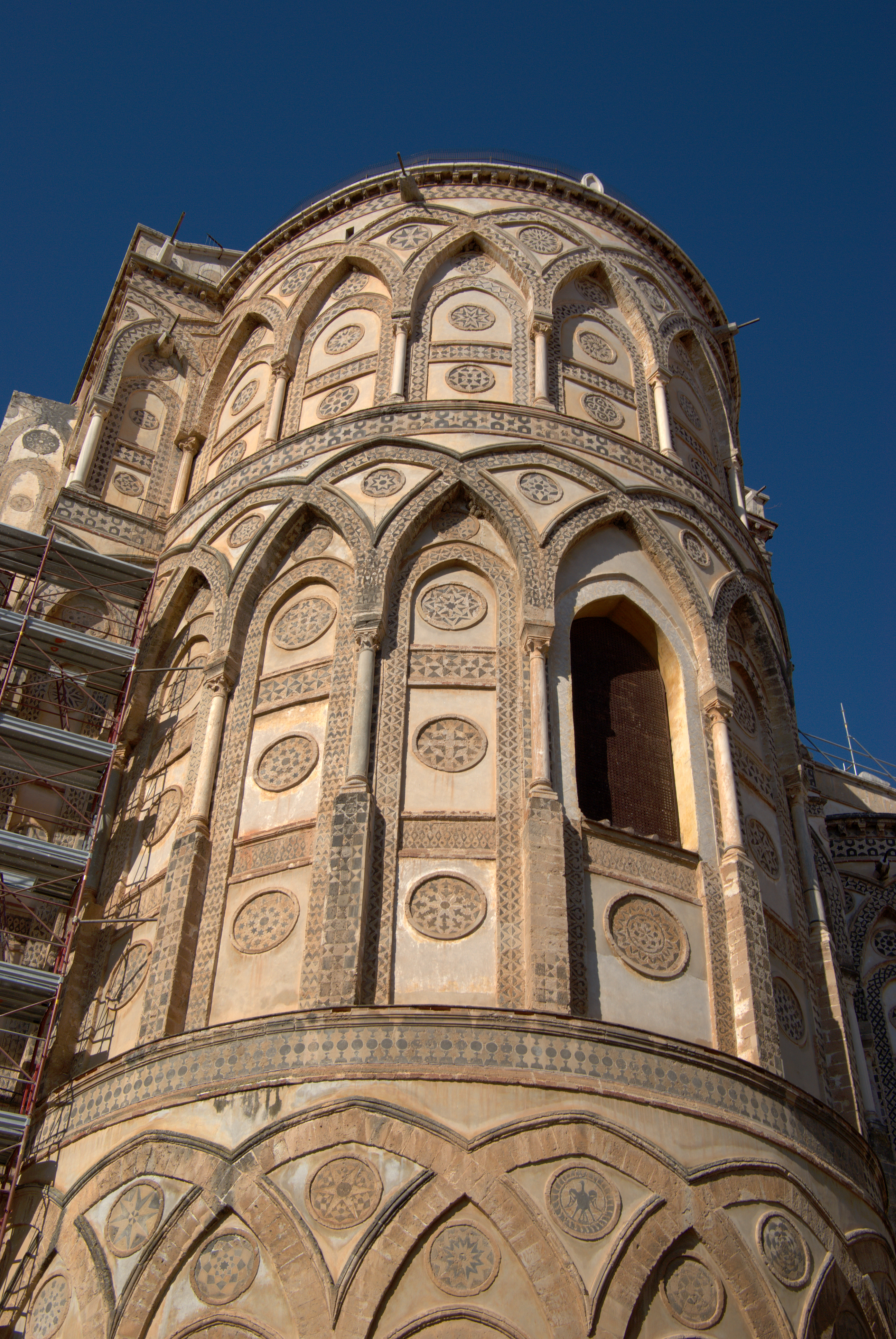
Зовнішня сторона центральної апсиди

### Інтер'єр

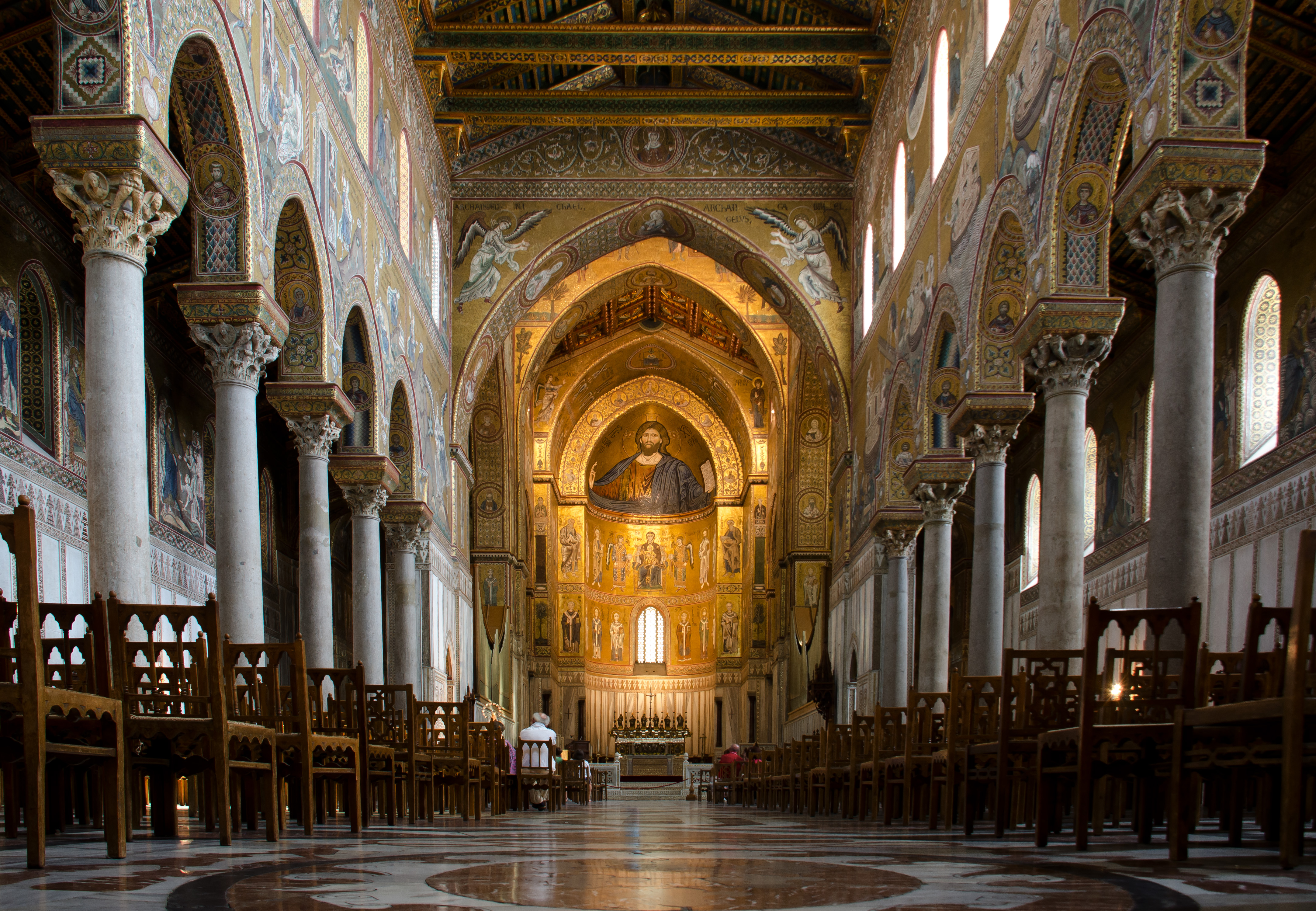
Інтер'єр

Величезний інтер'єр собору має форму латинського хреста з трансептом, який мало виступає і фактично є продовженням сторін пресбітерів бічних нефів. Нефи, кожен з яких закінчується напівкруглою апсидою, розділені між собою античними колонами з пульванами і капітелями, які мають зображення античних богів; колони підтримують стрільчаті арки арабського типу. Стеля колись була з відкритими балками і розписана в частині нефіа, а у середхресті колись мала аналог арабських мукарн; ця частина була перероблена в 1811 році після пожежі, яка знищила частину даху. Мозаїка підлоги була завершена в XVI столітті і складається з дисків з порфіру і граніту з мармуровими стрічками, які переплітаються в ламані лінії.
Пресбітерій, піднятий на кілька сходинок порівняно з іншою частиною церкви, займає всю територію області середохрестя, в якому оперезаний неоготичним бар'єром, і великої апсиди. Дерев'яні дави для духовенства у неоготичному стилі розташовані у середхресті, а під аркою апсиди, протилежно один одному, розташовані королівський трон та єпископська кафедра. Головний вівтар в стилі бароко — це вишукана робота 1711 року, виконана з срібла римлянином Луїджі Валадьє.

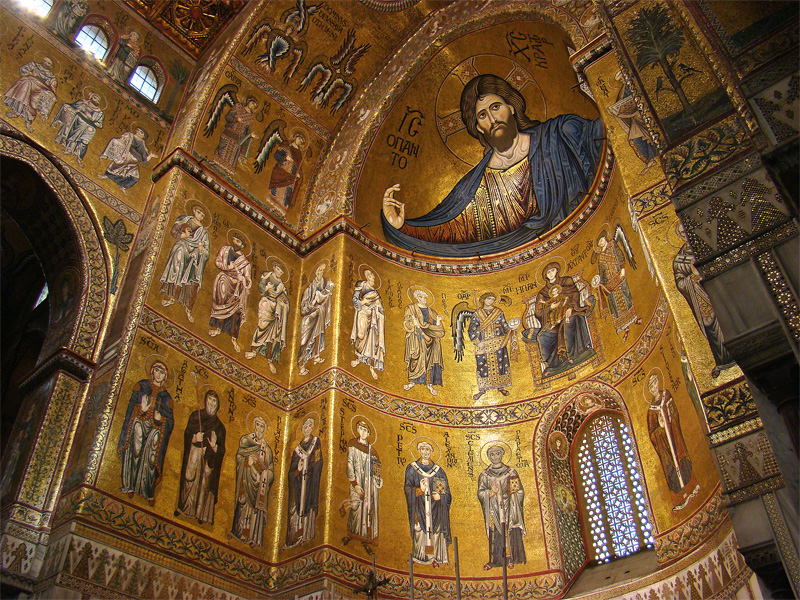
Мозаїки апсиди з Христом Пантакратором (Вседержителем)

Всередині на правій стороні апсиди можна побачити саркофаги — з порфіру Вільгельма I, який помер у 1166 році, і мармуровий Вільгельма II Доброго. На лівій стороні всередині гробниць дев'ятнадцятого століття, знаходяться останки Маргарити Наваррської та Сицилійської, дружини Вільгельма I, їх дітей Руджеро і Енріко і кенотаф з останками короля Франції Людовика IX.
У нижній частині стін, біля підлоги виконаний фриз «на долоні», за зразком Палатинської Капели  в Палермо, який є однаковою інкрустацією з мармуру і вертикальних смуг (493 одиниць) повернутої мозаїки з геометричним візерунком. Ця праця, разом з підлогою у великому пресбітерії та мармуровими вставками у меблях та архітектурних елементах, складає єдиний комплекс великого розміру (близько 300 м² смуг на стінах, і 975 м² підлоги великого пресбітерія), а декоративні мотиви надзвичайно різноманітні і численні. Історія виконання мозаїк охоплює період від початку будівництва норманнами аж до перших років минулого століття, зі збільшенням інтенсивності експлуатації в дев'ятнадцятому столітті, під час якого було здійснено значні і великі реставрації та інтеграції. 
Каплиці Розп'яття і Святого Бенедикта є двома чудовими прикладами сицилійського бароко.
У скарбниці собору зберігається, серед іншого, церковне начиння (навіть французького виробництва), мідна емальована скриня XIII століття і релікварій з Священною колючкою (з корона Христа), створений в готичний період. Каплиця зі скарбами створена у добу бароко.

### Мозаїки собору
Велика частина собору покрита мозаїкою візантійської школи, з золотим фоном, виконаної в період між XII і середини XIII століття майстрами, частково місцевими і частково венеціанськими, сформованими візантійською школою.
Мозаїки, які покривають інтер'єр собору, мають характерні  особливості і нові рішення, незважаючи на очевидні подібності — як на рівні дизайну, так і іконографією — з мозаїками, які прикрашають Палатинську капелу Палаццо Норманні. Вільгельм II Добрий мав на меті створити безпрецедентний художній комплекс, який міг би показати величність, якого досягло місто в період правління норманнів.
Мозаїки, що прикрашають собор, в основному (принаймні, на стінах середхрестя і центрального нефа) є ілюстраціями оповідань Старого і Нового Заповіту, включаючи різні біблійні епізоди, починаючи від семи днів Створення до заснування Церкви Христової на землі через Апостолів. Між цими зображеннями включені інші мозаїки з ієрархічним набором ангелів, святих та пророків.
Слідуючи вздовж поздовжньої осі головного нефа церкви, можна ідентифікувати сцени Творіння, які починаються в кінці східної стіни праворуч з епізоду, пов'язаного з Едемом, а закінчуються епізодом боротьби Якова з ангелом у лівому кінці східної стіни.
Натомість в трансепті представлені життя Христового: центральна частина присвячена епізодам з його дитинства, в той час як справа і зліва відповідно присвячені його суспільному життю і Страстям з приєднаними подіями Вознесіння і П'ятдесятниці. Наприкінці двох проходів погляд спостерігача неминуче привертає величезне зображення Христа Вседержителя, що заповнює внутрішній простір апсиди. У святилищі і в солеї, образ Христа Вседержителя оточений обраними членами його суду небесного: Богородиці, ангелів, апостолів, деяких святих, та царів і пророків старого Завіту.
Поряд з основною схемою організації декоративного оздоблення собору, і головний неф і бокові нефи мають додаткові мозаїки. В першу чергу, це група з трьох зображень, які стосуються біографій трьох святих, пов'язаних з південною Італією: святого Кастренсе, святого Кассіо і святого Касто. По-друге, різні простори присвячені ілюстраціям з чудес, здійснених Христом.
Іншими вартими уваги додатковими мозаїками є:
- життя і проповідницька діяльність апостолів Петра і Павла, відповідно, дві каплиці, праворуч і ліворуч від солеї;
- медальйони з погруддями мучеників, на схилах арок, які відділяють головний неф від бічних;
- персонажі, що належать до генеалогії Христа, на схилах чотирьох великих арок, які оточують центральну частину трансепту;
- Завіса Вероніки, на східному фасаді арки, яка відділяє солею від трансепту;
- коронація Вільгельма II і присвячення собору Діві Марії, на стовпах, що підтримують вхідну арку від солеї до святилища;

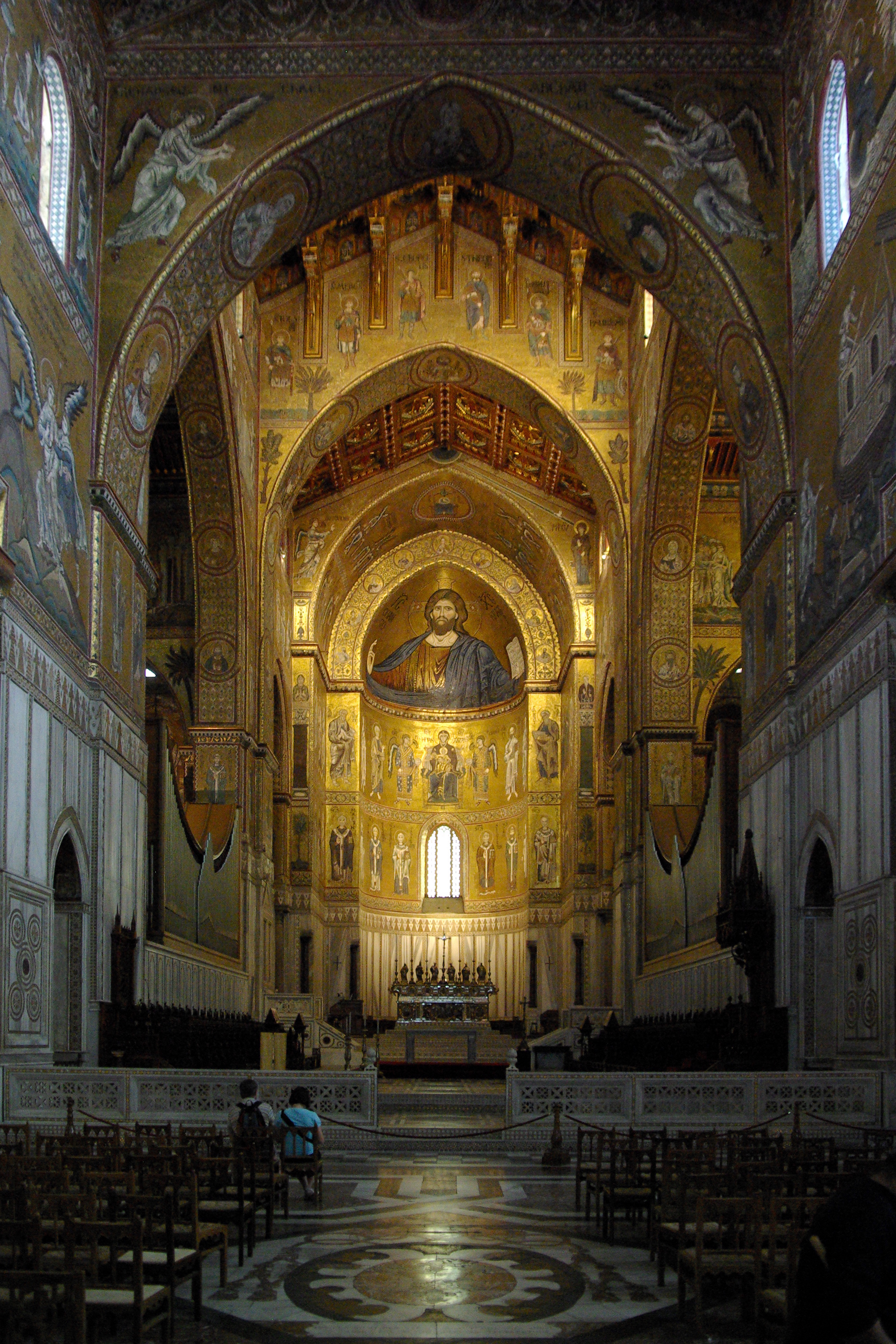
Апсида та пресбітерій
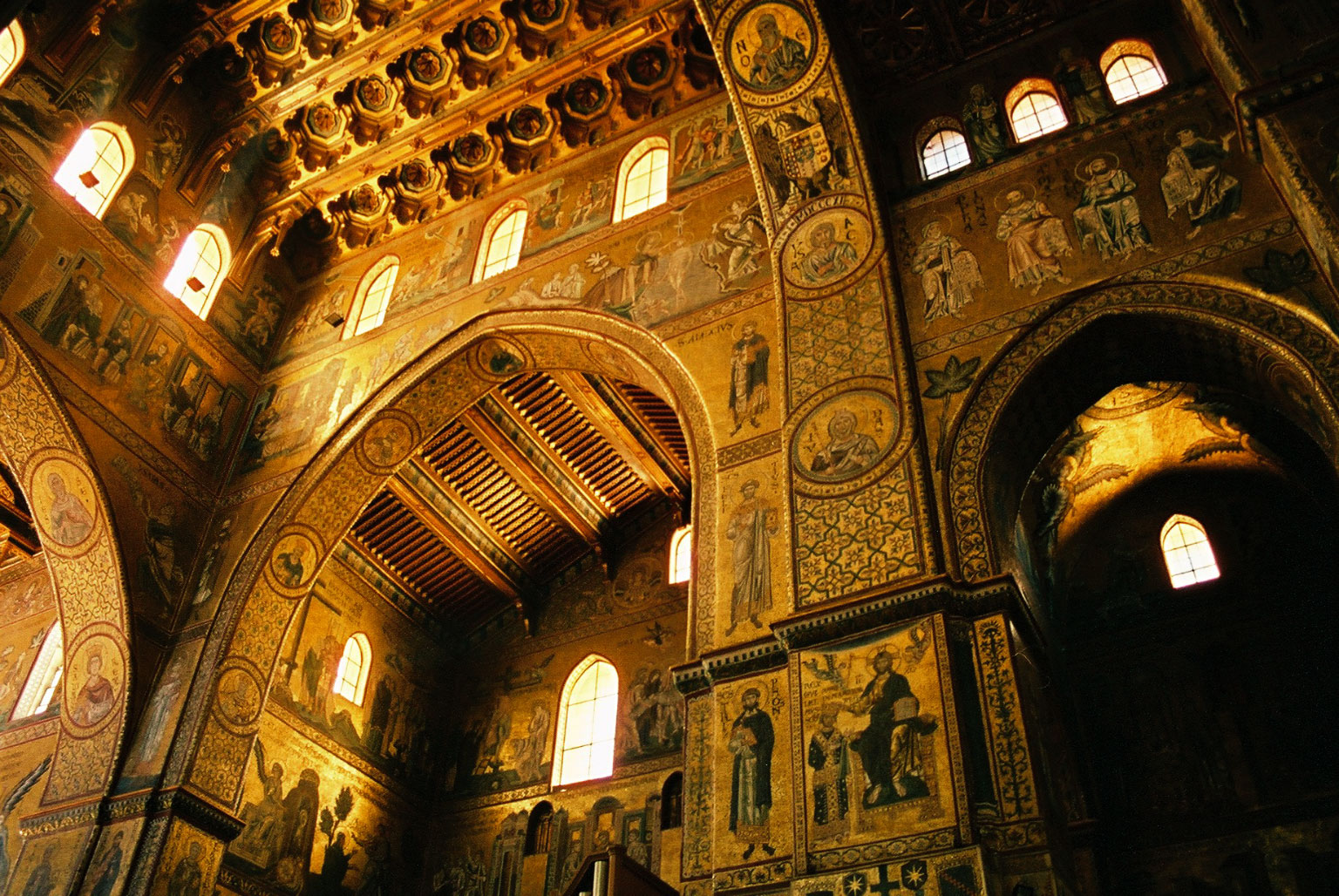
Мозаїка середхрестя та трансепта
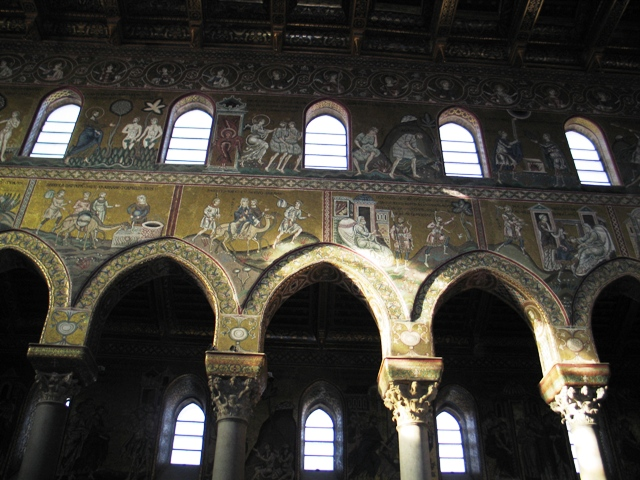
Мозаїки центрального нефа
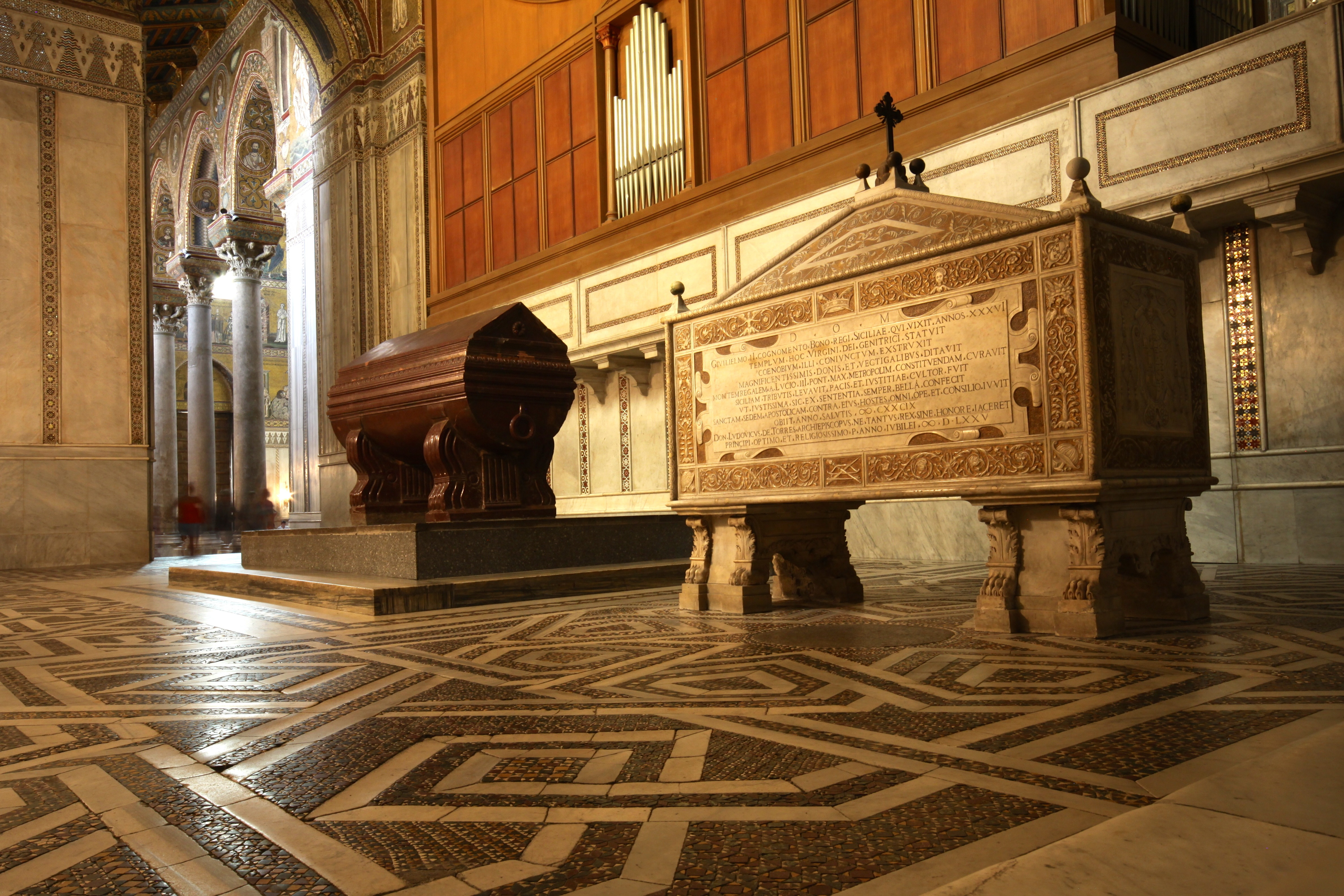
Саркофаги Вільгельма I та Вільгельма II

### Орган
Орган собору був побудований між 1957 і 1967 роками органною фірмою Падуї «Fratelli Ruffatti» за проектом органіста Антоніо Орландо; перший концерт відбувся 24 квітня 1967 року і був виконаний Фернандо Джермані. Інструмент складається з близько 10000 органних труб, які розділені на три звукові тіла, та має дві консолі. 

### Клуатр

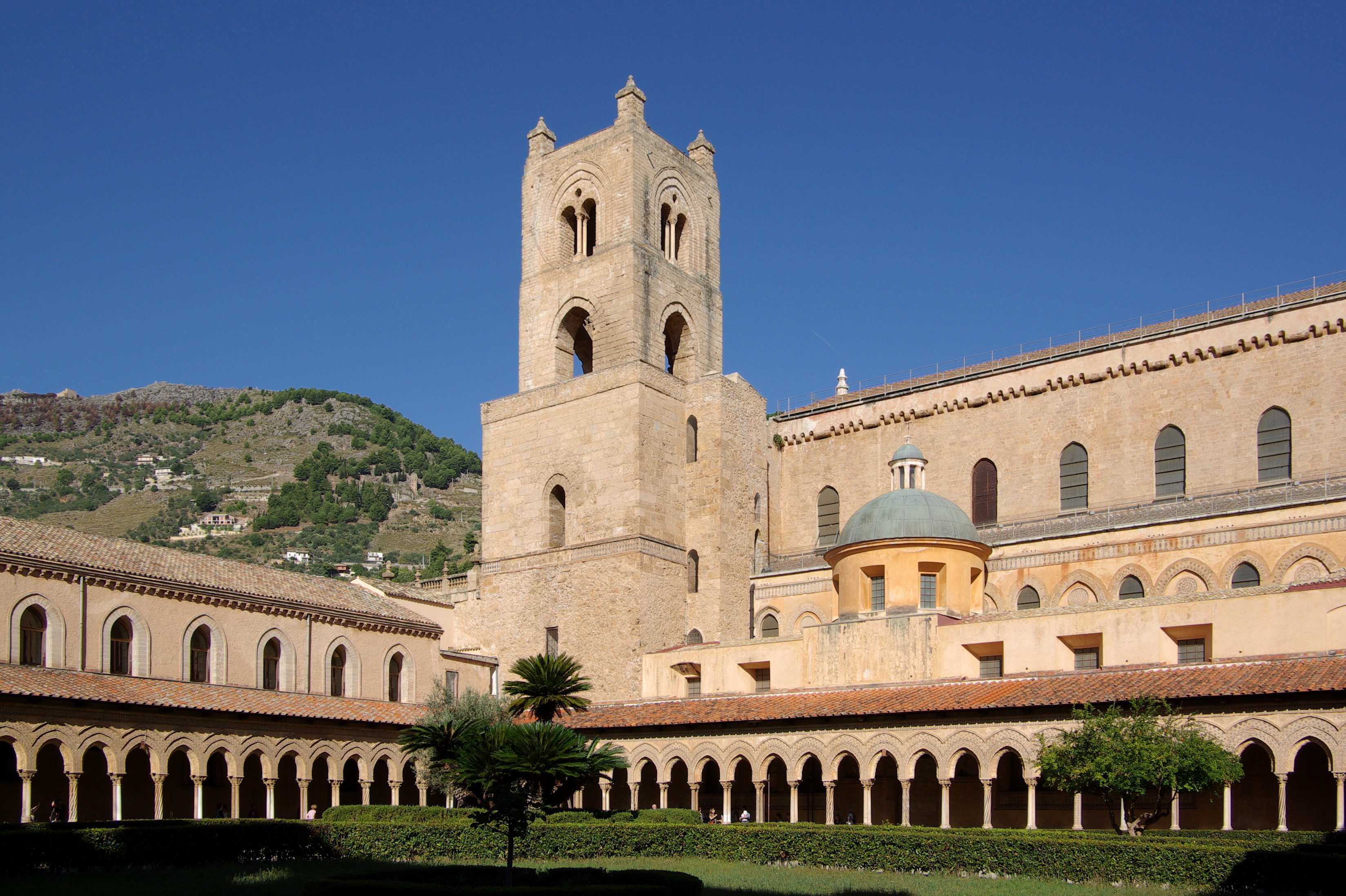
Вид на собор з клуатру

Собор оточений клуатром стародавнього бенедиктинського монастиря, створеного в кінці XII століття. Це споруда чисто романського стилю, квадратна в плані розмірами сторони 47 метрів, з портиком зі стрілчастими арками з подвійними перемичками і особливим «биком» на схилах.
Арки підтримуються парними колонами, орнаменти яких чергуються, деякі з різьбленими завитками, і інші з інкрустацією мозаїкою. Капітелі розписані сценами з Біблії. Основи колон клуатру зображують найширші різні мотиви: стилізовані листя, розетки, лапи лева, групи людей і тварин, жаб і ящірок. Їх виконання має великі відмінності з виконанням капітелів тих же колон, що дозволяє припустити, що це було покладено на молодших майстрів. Капітелі груп з чотирьох кутових колон були орнаментовані особливо сильно. Походження майстрів вважається різним, від Іль-де-Франс і Провансу до Лангобардії в Апулії, як і виконання в різні періоди.
В південному кутку є чотирикутник, оточений трьома арками з кожної сторони. В його центрі знаходиться фонтан, в якому вода витікає з колони, багато прикрашеної різьбленням у вигляді стилізованого стовбура пальми. Вода витікає тонкими струменями з людських та лев'ячих ротів.

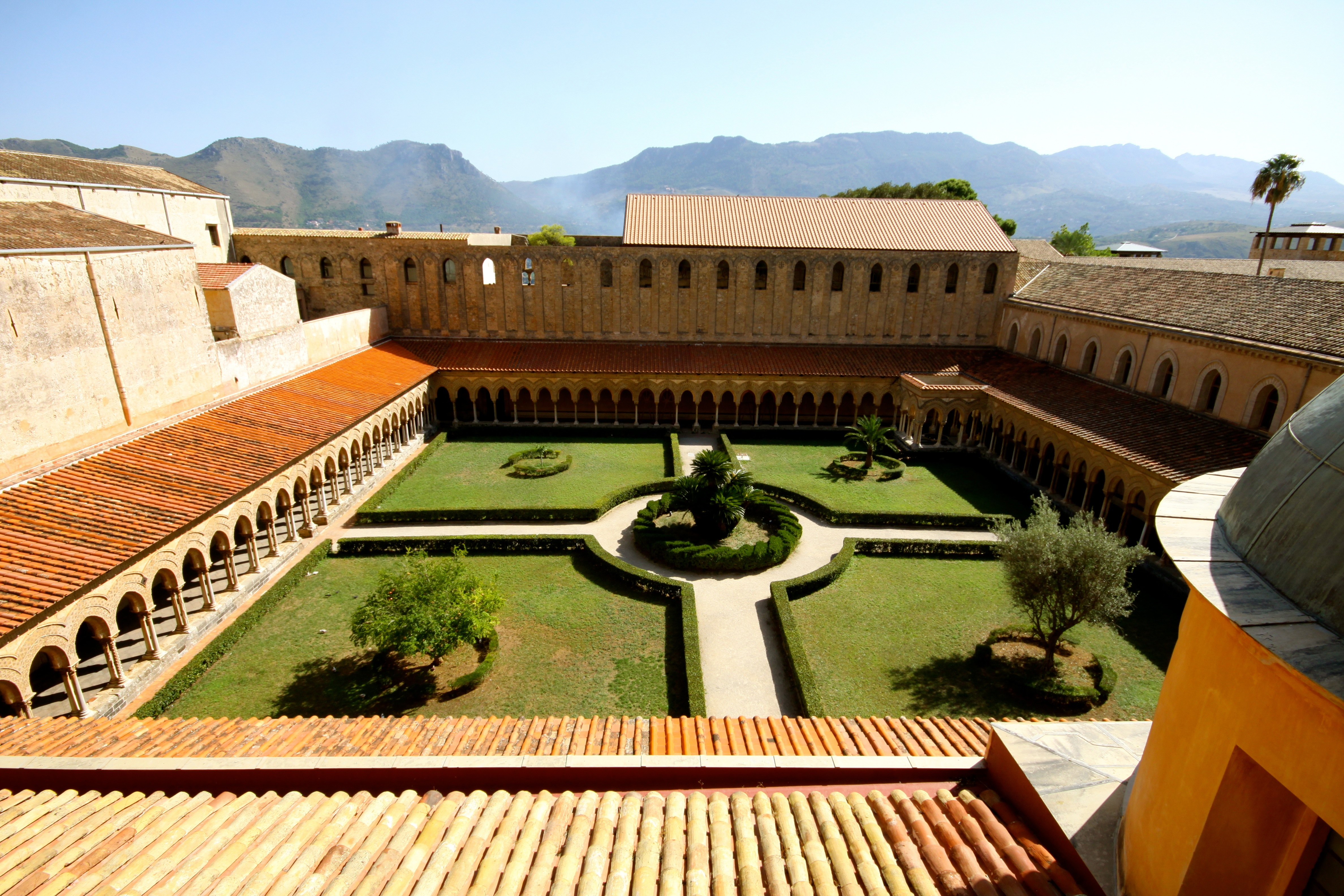
Вид на клуатр згори
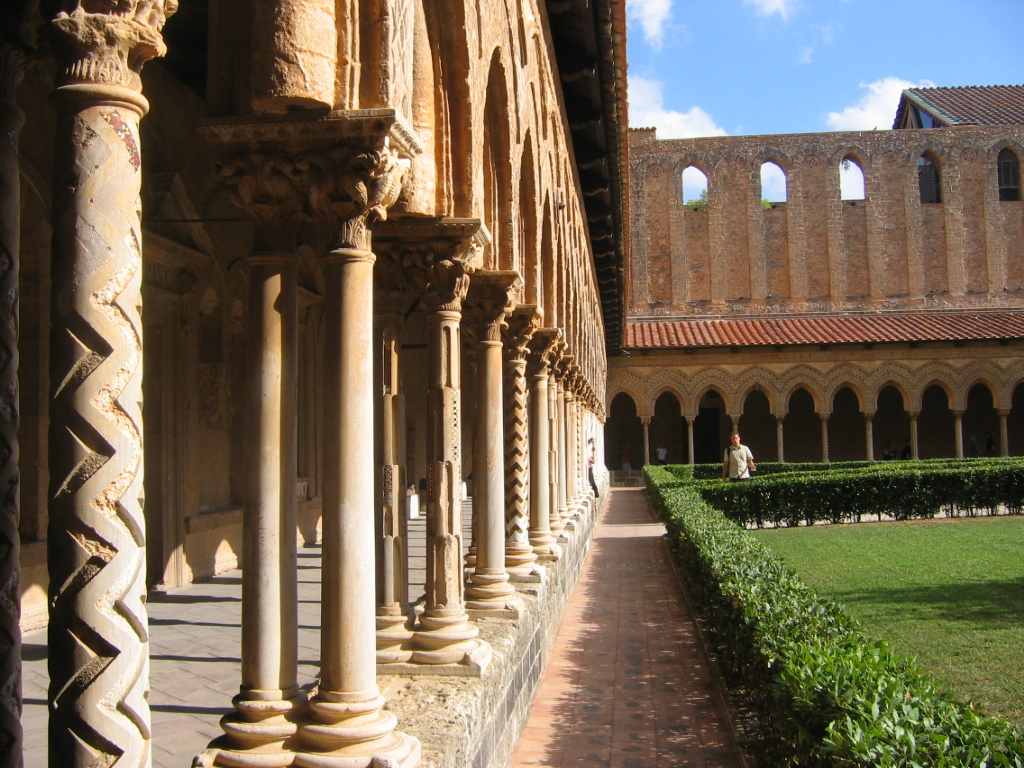
Деталь клуатра
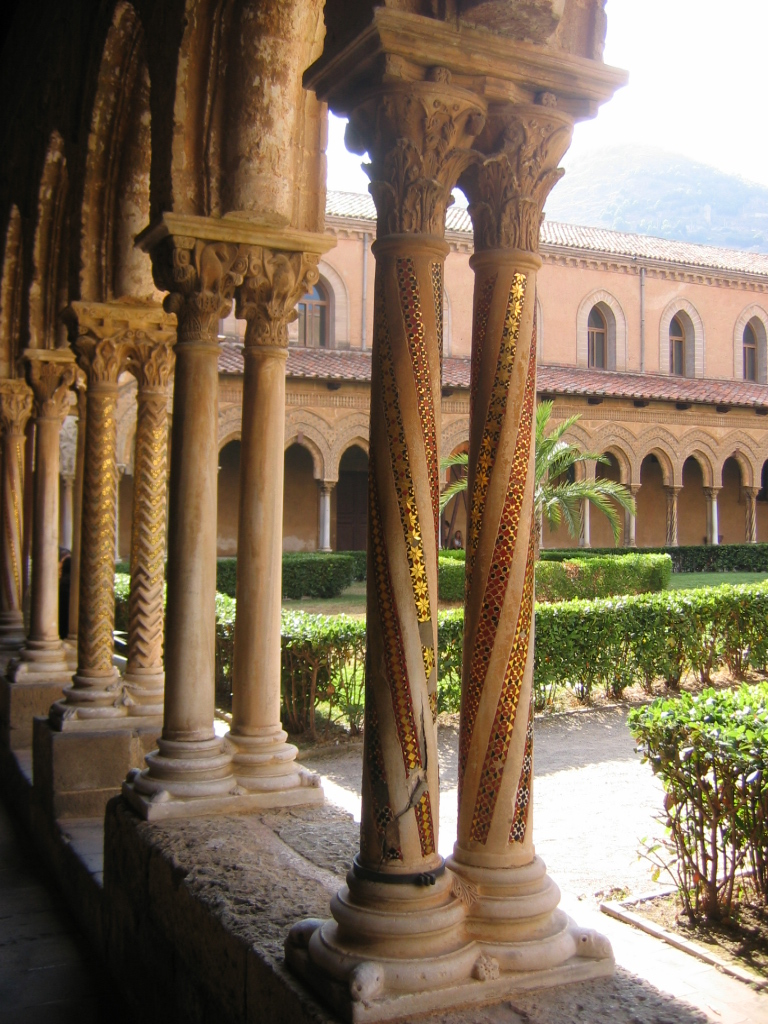
Колони та арки клуатру
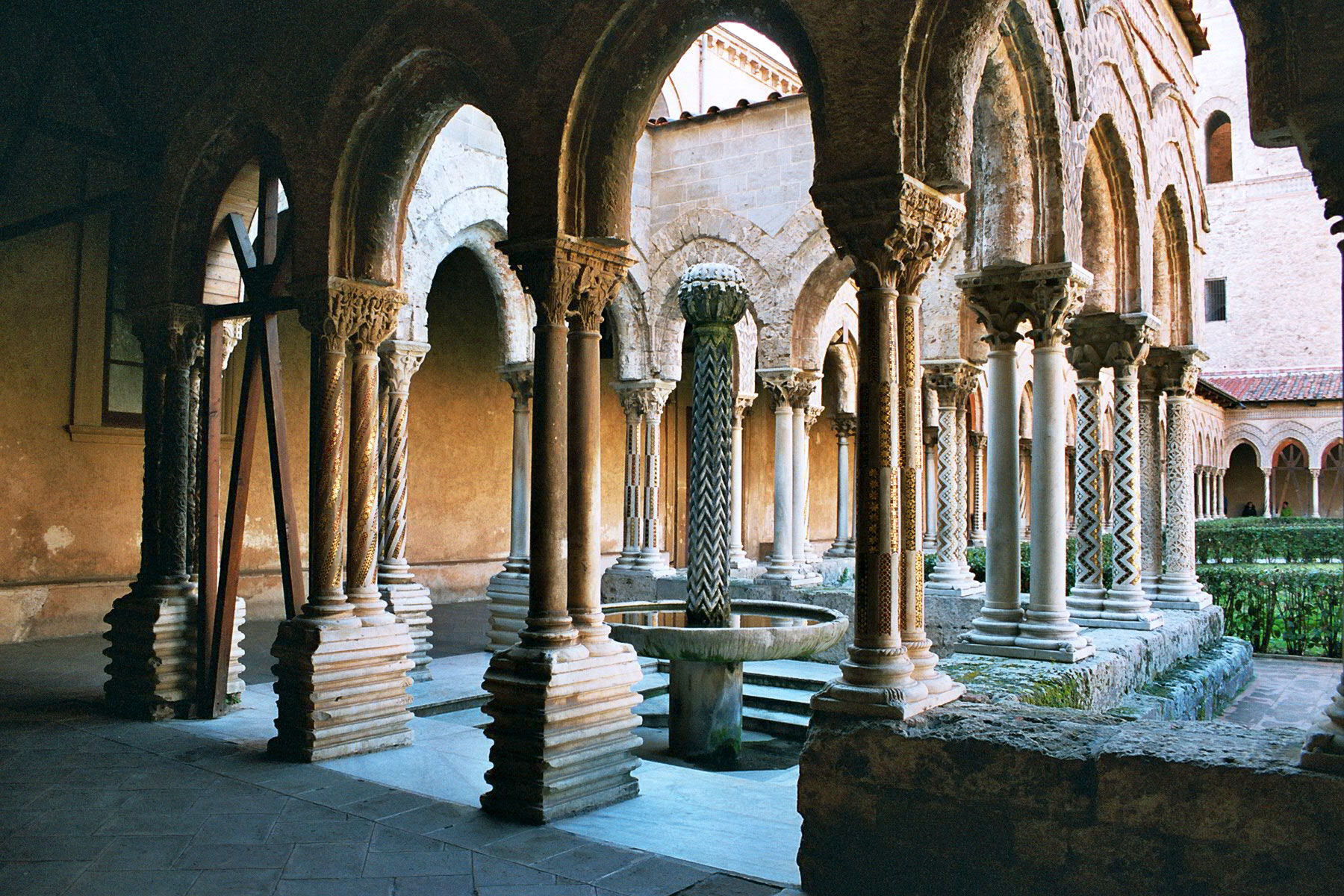
Фонтан